# Ю Джэсок
Ю Джэсок (кор. 유재석, 劉在錫; род. 14 августа 1972 года, также известный как Ю Сансыль и Ю-Дорагон) — южнокорейский комедиант, телеведущий и певец.
Начав карьеру в начале 90-х годов, Джэсок добился признания публики в начале 2000-х, став ведущим программы «Живём и наслаждаемся вместе» (англ. Live and Enjoy Together). Позднее он становился ведущим «Бесконечного вызова» (англ. Infinite Challenge), «Бегущего человека» (англ. Running Man) и «Счастливы вместе» (англ. Happy Together). Известный юмором и популярный среди людей всех возрастов, Ю зарекомендовал себя как один из лучших комедиантов Кореи, а также как одна из самых популярных знаменитостей в стране, за что носит звание «Национального MC».

## Биография
Ю Джэсок родился 14 августа 1972 года в Сеуле, Южная Корея. У него в семье, помимо родителей, есть две младшие сестры. Отец работал в местном правительстве, а мать на нескольких работах сразу, чтобы содержать семью. В 1985 году Джэсок завершил обучение в начальной школе Юхён, а тремя годами позднее окончил среднюю школу Сую. В 1991 году он окончил обучение в старшей школе Ёнмун, и в том же году поступил в Сеульский институт искусств.

## Карьера

### 1991—2002: Первые появления на телевидении
Телевизионный дебют Джэсок состоялся в 1991 году на комедийном фестивале для студентов, организованном телеканалом KBS, где он исполнил пародию на рекламный ролик с Чхве Сын Гёном. Танцевальный кавер на «Step by Step» New Kids on the Block также стал одним из первых запоминающихся моментов в карьере будущего комедианта. В 2002 году, после девяти лет отсутствия популярности, благодаря рекомендации актрисы Чхве Чжин Силь, он стал ведущим программы «Живём и наслаждаемся вместе». Позднее он вёл программу «Крах MC» с Кан Хо Доном, Ли Хви Чжэ и Ким Хан Соком.

### 2003—07: Рост популярности
В 2003 году Джэсок становится ведущим телешоу «X-человек» (англ. X-Man), которое вскоре стало одним из самых рейтинговых за всю историю Кореи; затем Ю ведёт другие шоу, в том числе «Новый X-человек» (англ. New X-Man), «Старое ТВ» (англ. Old TV) и «Давайте сделаем это!» (англ. Let’s Do It!), но все их отменили из-за низких рейтингов. Тем не менее, «X-человек» снискал огромную популярность в зарубежных странах, иДжэсок также стал популярным среди поклонников волны Халлю. Год спустя Ю был назначен в качестве одного из основных ведущих в телешоу «Счастливы вместе», которое также стало очень популярным в Корее.

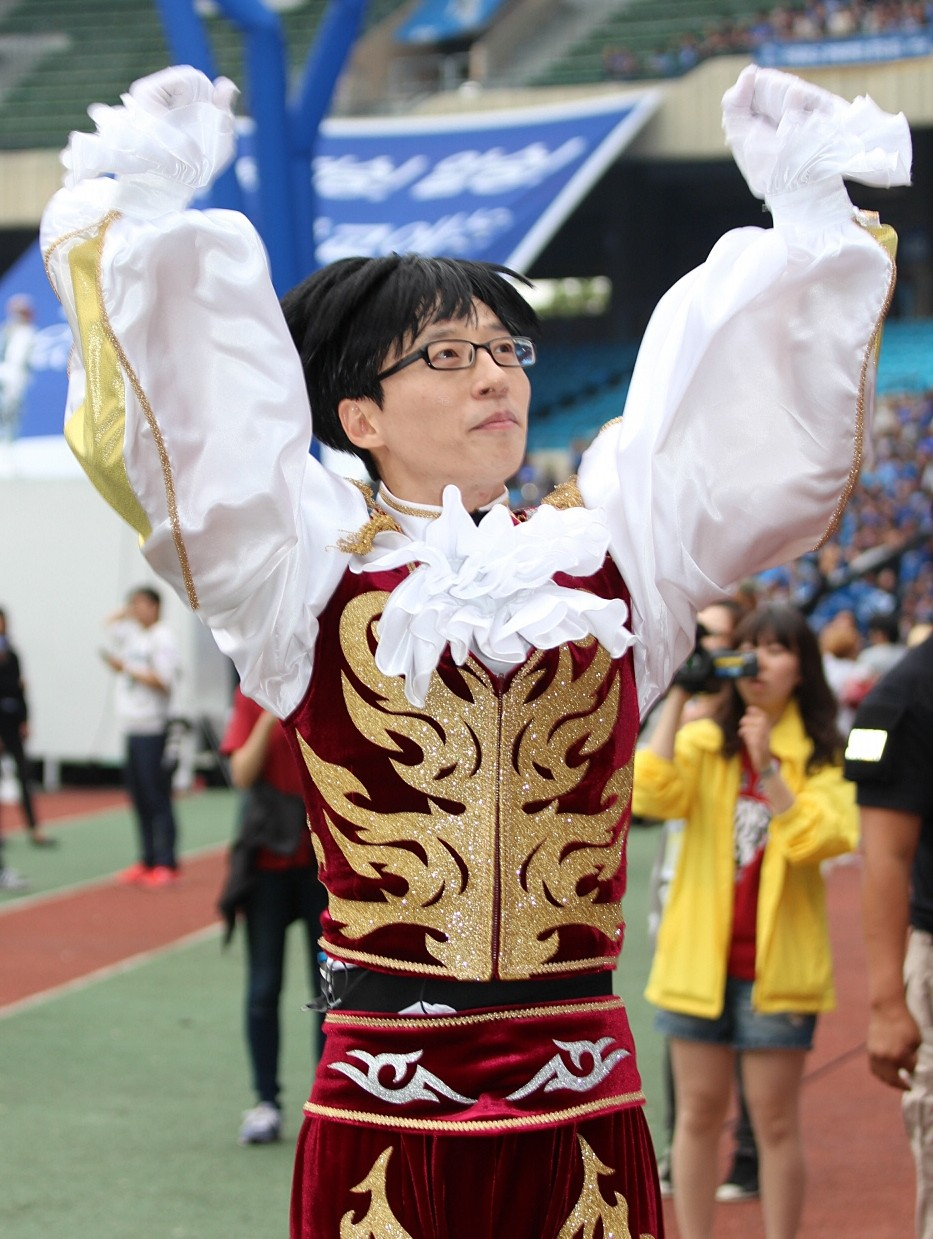
Ю Джэсок в сентябре 2013 года

2005 год стал прорывом для Джэсока в качестве ведущего, когда он стал одним из участников программы «Бесконечный вызов». Несмотря на низкие рейтинги начальных эпизодов, программа стала одной из самых известных в стране. Со 2 декабря 2006 года шоу постоянно имеет наивысшие рейтинги среди других передач, показываемых вечером по субботам. С 11 ноября 2007 года Джэсок также вёл программу «Миссия невыполнима» (англ. Mission Impossible) в сегменте шоу «Хорошее воскресенье» (англ. Good Sunday), но из-за низких рейтингов его закрыли 3 февраля 2008 года.

### 2008—18: «Бегущий человек» и продолжение успеха
В 2008 году Джэсок стал одним из участников шоу «Семейный отдых» (англ. Family Outing) вместе с Ли Хё Ри, Юн Чжон Шином, Ким Суро, Ли Чонхи, Тэ Соном, Пак Йечжин и Ким Чжонгуком. Программа также стала успешной из-за звёздного состава и завоевала известность среди фанатов Халлю. С 11 июля 2010 года в эфире идёт шоу «Running Man», где Джэсок также участвовал с Ким Чжонгуком, Ха Ха, Чжи Сокчжином, Гэри, Сон Чжихё, Ли Квансу, Сон Чжун Ки, Лиззи, Чон Сомин и Ян Сечаном.
В 2014 году Джэсокприсоединяется к касту шоу «Я — мужчина» (англ. I Am a Man). В 2015 году начался показ программ «Одна кровать, разные сны» (англ. Same Bed, Different Dreams) и «Проект двух Ю — Сахарный человек» (англ. Two Yoo Project Sugar Man). В 2018 году состоялся премьерный показ шоу «Тайны деревни Мичури» (англ. Village Survival, the Eight), «Крутые детки» (англ. Cool Kids) и «Попался!» (англ. Busted!). Также была выпущена программа «Уличная викторина Ю» (англ. You Quiz on the Block).

### 2019—настоящее время: Музыкальная карьера и SSAK3
С 2015 года Джэсок находится под крылом FNC Entertainment, которое занимается его продвижением не только как комедианта и телеведущего, но и как исполнителя. На протяжении нескольких лет Ю выпускал различные сольные синглы и синглы в рамках коллабораций, но с 2019 года зарекомендовал себя как артист в популярном корейском жанре трот. Его синглы «합정역 5번 출구(Hapjeong Station Exit 5)» и «사랑의 재개발 (Redevelopment of Love)» имели умеренный успех в Gaon Digital Chart, попав в первую сотню рейтинга с 17 по 23 ноября. Джэсок также запустил шоу «Зависни с Ю» (англ. Hangout with Yoo). Он также участвовал в программе «Трудоустройство по найму» (англ. Laborhood on Hire), которое выходило в эфир с 24 августа по 26 октября 2019 года.
В июле 2020 года Джэсок дебютировал в смешанной группе SSAK3 вместе с Ли Хё Ри и Рейном; он взял себе псевдоним Ю-Дорагон — аллюзия на популярного южнокорейского исполнителя G-Dragon.

## Личная жизнь
6 июля 2008 года Джэсок женился на дикторе телеканала MBC На Кёнын, которая работала с ним на шоу «Бесконечный вызов». У пары два ребёнка: сын Ю Чжихо (род. 1 мая 2010) и дочь Ю Наын (род. 19 октября 2018).

## Публичный имидж
На протяжении многолетней карьеры Джэсок не раз удостаивался звания «Национального MC»; он несколько раз становился лучшим комедиантом Кореи по мнению института Гэллапа и с 2012 года на протяжении шести лет также занимал первое место рейтинга. Он также является самой высокооплачиваемой телеперсоной в стране и одним из самых востребованных индоссантов.
Благодаря своему образцовому имиджу, Джэсок не раз становился моделью для подражания среди многих знаменитостей и обычных граждан Кореи. Он регулярно делает пожертвования в благотворительные организации.
Джэсок также стал первым телеведущим, чья восковая фигура появилась в Музее Гревен в Сеуле.

## Фильмография
| Год       |   | Русское название                | Оригинальное название          | Роль               |
| --------- | - | ------------------------------- | ------------------------------ | ------------------ |
| 1989      | ф | Ён Гу и Тэнг Чили               | Young-gu and Daengchili        | Камео              |
| 1994      | ф | Ноготь тираннозавра             | Tyranno's Toenail              | Камео              |
| 2000—2001 | с | Лучшие друзья                   | Great Friends                  | Камео              |
| 2005      | с | Банчжон драма                   | Banjun Drama                   | Камео              |
| 2007—2008 | с | Скажите «Кимчи», скажите «Сыр»  | Kimchi Cheese Smile            | Камео              |
| 2008      | с | Ли Сан                          | Yi San                         | Камео              |
| 2008      | ф | Би Муви: Медовый заговор        | Bee Movie                      | Барри Бенсон       |
| 2009      | ф | Приключения бобрёнка            | White Tuft, the Little Beaver  | Рассказчик и Бобёр |
| 2009      | с | Королева домохозяек             | Queen of Housewives            | Камео              |
| 2015      | с | Она видит запахи                | The Girl Who Sees Smells       | Камео              |
| 2015      | с | Моя дочь Гым Са Воль            | My Daughter, Geum Sa-wol       | Камео              |
| 2019      | с | Любовь прекрасна, жизнь чудесна | Beautiful Love, Wonderful Life | Камео              |

## Телевизионные программы
| Год             | Программа                                 |
| --------------- | ----------------------------------------- |
| 2000—2002       | «Достижимая суббота — Звёздное выживание» |
| 2002            | «Радостное воскресное телевидение»        |
| 2002            | «Восклицательный знак»                    |
| 2002—2003       | «Опасное приглашение»                     |
| 2003—2007       | «X-человек»                               |
| 2004            | «Развевая корейский флаг»                 |
| 2004            | «Здоровые мужчины и женщины»              |
| 2004            | «Ю Джэсок и глубина сердца»               |
| 2004—2012       | «Ю Джэсок и Ким Вон Хи пришли поиграть»   |
| 2004—2020       | «Счастливы вместе»                        |
| 2005—2007       | «Игра правды Ю Джэсока»                   |
| 2005—2018       | «Бесконечный вызов»                       |
| 2007            | «Давайте сделаем это!»                    |
| 2007            | «Старое ТВ»                               |
| 2007—2008       | «Миссия невыполнима»                      |
| 2008—2010       | «Семейный отдых»                          |
| 2010—наст.время | «Бегущий человек»                         |
| 2014            | «Я — мужчина»                             |
| 2015—2016       | «Одна кровать, разные сны»                |
| 2015—2020       | «Проект двух Ю — Сахарный человек»        |
| 2018            | «Попался!»                                |
| 2018—2019       | «Тайны деревни Мичури»                    |
| 2018—2019       | «Крутые детки»                            |
| 2018—2020       | «Уличная викторина»                       |
| 2019—наст.время | «Зависни с Ю»                             |
| 2019            | «Трудоустройство по найму»                |

## Дискография

### Синглы

#### Главный артист
| Название                                                   | Год  | Пиковая позиция в чартах | Продажи (Цифровые)         | Альбом                                    |
| Название                                                   | Год  | KOR                      | Продажи (Цифровые)         | Альбом                                    |
| ---------------------------------------------------------- | ---- | ------------------------ | -------------------------- | ----------------------------------------- |
| «Fascination of Samba» (삼바의 매력)                       | 2007 | TBA                      | TBA                        | Infinity Challenge Gangbyeon Road Concert |
| «Grasshopper World» (메뚜기월드)                           | 2013 | 4                        | Республика Корея: 507,817+ | Park Myung-soo’s How About This?          |
| «Hapjeong Station Exit 5» (합정역 5번 출구) как Ю Сан Сыль | 2019 | 99                       | Нет информации             | Hangout with Yoo "Bbong For Yoo"          |
| «Redevelopment of Love» (사랑의 재개발) как Ю Сан Сыль     | 2019 | 89                       | Нет информации             | Hangout with Yoo "Bbong For Yoo"          |
| «Redevelopment of Love 2» (사랑의 재개발 2) как Ю Сан Сыль | 2020 | —                        | Нет информации             | Redevelopment of Love 2                   |
| «Luv Us» (두리쥬와) как Ю-Дорагон; совместно с Кван Хи     | 2020 | 122                      | Нет информации             | Luv Us X Linda X Exciting                 |

#### Коллаборации
| Название                                                                                                   | Год  | Пиковая позиция в чартах | Продажи (Цифровые)           | Альбом                                              |
| Название                                                                                                   | Год  | KOR                      | Продажи (Цифровые)           | Альбом                                              |
| --- | ---- | ------------------------ | ---------------------------- | --------------------------------------------------- |
| «All You Need Is Love» с кастом Бесконечного вызова                                                        | 2006 | TBA                      | TBA                          | Не сингл с альбома                                  |
| «If I Do It or Not» (하나마나송) с Нох Хон Чолем                                                           | 2007 | TBA                      | TBA                          | Не сингл с альбома                                  |
| «The Family's Day» (패밀리의 하루) с кастом Семейного отдыха                                               | 2009 | TBA                      | TBA                          | Не сингл с альбома                                  |
| «Let's Dance» с Tiger JK и Юн Ми Рэ                                                                        | 2009 | TBA                      | TBA                          | Olympic Expressway Music Festival                   |
| «Apgujeong Nallari» (압구정 날라리) с Ли Чжаком                                                            | 2011 | 2                        | Республика Корея: 3,081,488+ | Infinite Challenge West Coast Highway Festival      |
| «As I Say» (말하는 대로) с Ли Чжаком                                                                       | 2011 | 5                        | Республика Корея: 1,857,332+ | Infinite Challenge West Coast Highway Festival      |
| «Heat Stroked Seagull» (더위 먹은 갈매기) с Сон Ен И и Ким Сук Ом                                          | 2012 | 5                        | Республика Корея: 901,799+   | I'm A Singer In My Own Right                        |
| «Room Nallari» (방구석 날라리) с Ли Чжаком                                                                 | 2012 | 5                        | Республика Корея: 1,041,308+ | Не сингл с альбома                                  |
| «Please Don't Go My Girl» с Ю Хи Ёлем и Ким Чжо Ханом                                                      | 2013 | 3                        | Республика Корея: 616,693+   | Infinite Challenge - Jayu-ro Song Festival          |
| «Dance King» (댄스왕) с Ю Хи Ёлем                                                                          | 2013 | 27                       | Республика Корея: 87,293+    | Infinite Challenge - Jayu-ro Song Festival          |
| «Yes, We are Together» (그래, 우리 함께) с кастом Бесконечного вызова                                      | 2013 | 5                        | Республика Корея: 616,693+   | Infinite Challenge - Jayu-ro Song Festival          |
| «I'm So Sexy» с Пак Чин Ёном                                                                               | 2015 | 5                        | Республика Корея: 851,957+   | Infinite Challenge Yeongdong Highway Music Festival |
| «Dancing King» с Exo                                                                                       | 2016 | 2                        | Республика Корея: 648,506+   | SM Station                                          |
| «Like» (처럼) с Dok2 совместно с Ли Хай                                                                    | 2016 | 7                        | Республика Корея: 309,578+   | Infinite Challenge Great Legacy                     |
| «HOLLYWOOD» с Ха Ха                                                                                        | 2019 | —                        | Нет информации               | Running Man Fan-meeting: Project Running 9          |
| «Confession, Come Out Now» (이제 나와라 고백) с with Soran и Чон Сомин                                     | 2019 | —                        | Нет информации               | Running Man Fan-meeting: Project Running 9          |
| «I Like It» (좋아) с кастом Бегущего человека                                                              | 2019 | —                        | Нет информации               | Running Man Fan-meeting: Project Running 9          |
| «Farewell Bus Stop» (이별의 버스 정류장) как Ю Сансыль; с Сон Гаин                                         | 2020 | 114                      | Нет информации               | Farewell Bus Stop                                   |
| «As I Say (2020 Live Ver.)» (말하는 대로 (2020 Live Ver.)) с Ли Чжаком                                     | 2020 | —                        | Нет информации               | Hangout with Yoo "Indoor Concert"                   |
| «In Summer (Covered By SSAK3)» (여름 안에서 (Covered By 싹쓰리)) с с Ли Хёри и Рейном; совместно с Кван Хи | 2020 | 3                        | Нет информации               | Hangout with Yoo "SSAK3"                            |
| «Beach Again» (다시 여기 바닷가) с Ли Хёри и Рейном                                                        | 2020 | 1                        | Нет информации               | Hangout with Yoo "SSAK3"                            |
| «Play That Summer» (그 여름을 틀어줘) с Ли Хёри и Рейном                                                   | 2020 | 2                        | Нет информации               | Hangout with Yoo "SSAK3"                            |

#### Как приглашённый артист
| Название                                    | Год  | Пиковая позиция в чартах | Продажи (Цифровые)         | Альбом |
| Название                                    | Год  | KOR                      | Продажи (Цифровые)         | Альбом |
| ------------------------------------------- | ---- | ------------------------ | -------------------------- | ------ |
| «Again» (다시) Turbo совместно с Ю Джэсоком | 2015 | 1                        | Республика Корея: 388,142+ | Again  |

## Видеография
| Год  | Исполнитель                       | Песня                            |
| ---- | --------------------------------- | -------------------------------- |
| 2004 | Shinnago                          | «이쁘니까 (Cause You're Pretty)» |
| 2005 | Кан Ходон                         | «Look Out the Window»            |
| 2009 | Future Liger c Tiger JK и Юн Мирэ | «Let's Dance»                    |
| 2012 | Sagging Snail с Ли Чжаком         | «방구석 날라리 (Room Nallari)»   |
| 2012 | PSY                               | «Gangnam Style»                  |
| 2013 | PSY                               | «Gentleman»                      |
| 2014 | Пак Чжиюн                         | «Beep»                           |
| 2015 | Jinusean                          | «Tell Me One More Time»          |
| 2016 | Exo                               | «Dancing King»                   |

## Авторство в написании песен
Вся информация взята с сайта Корейской ассоциации авторского права на музыку (данные на 23 декабря 2019 года)
| Год  | Артист                                                                              | Песня                                                                        | Альбом                                         | Текст                  | Текст                                      | Музыка                 | Музыка                                                                                 |
| Год  | Артист                                                                              | Песня                                                                        | Альбом                                         | Участвовал в написании | При участии                                | Участвовал в написании | При участии                                                                            |
| ---- | ----------------------------------------------------------------------------------- | ---------------------------------------------------------------------------- | ---------------------------------------------- | ---------------------- | ------------------------------------------ | ---------------------- | -------------------------------------------------------------------------------------- |
| 2011 | Ю Джэсок, Ли Чжак (Sagging Snail)                                                   | «As I Say» (말하는 대로)                                                     | Infinite Challenge West Coast Highway Festival | Да                     | Ли Чжак                                    | Нет                    | Нет информации                                                                         |
| 2011 | Ю Джэсок, Ли Чжак (Sagging Snail)                                                   | «Apgujeong Nallari» (압구정 날라리)                                          | Infinite Challenge West Coast Highway Festival | Да                     | Ли Чжак                                    | Нет                    | Нет информации                                                                         |
| 2012 | Ю Джэсок, Ли Чжак (Sagging Snail)                                                   | «Room Nallari» (방구석 날라리)                                               | Не сингл с альбома                             | Да                     | Ли Чжак                                    | Нет                    | Нет информации                                                                         |
| 2013 | Ю Джэсок, Ю Хиёль с Ким Чжоханом (How Do You Dool)                                  | «Please Don't Go My Girl»                                                    | Infinite Challenge - Jayu-ro Song Festival     | Да                     | Ю Хиёль                                    | Нет                    | Нет информации                                                                         |
| 2013 | Ю Джэсок, Ю Хиёль (How Do You Dool)                                                 | «Dance King» (댄스왕)                                                        | Infinite Challenge - Jayu-ro Song Festival     | Да                     | Ю Хиёль, TEXU                              | Нет                    | Нет информации                                                                         |
| 2013 | Участники «Бесконечного вызова»                                                     | «Yes, We are Together» (그래, 우리 함께)                                     | Infinite Challenge - Jayu-ro Song Festival     | Да                     | Ю Хиёль, участники «Бесконечного вызова»   | Нет                    | Нет информации                                                                         |
| 2019 | Участники «Бегущего человека»                                                       | «I Like It» (좋아)                                                           | Running Man Fan-meeting: Project Running 9     | Да                     | Чон Чжуниль, участники «Бегущего человека» | Нет                    | Нет информации                                                                         |
| 2019 | UV, Urban Zakapa                                                                    | THIS IS MUSIC                                                                | Hangout with Yoo "Yoo-plash"                   | Нет                    | Нет информации                             | Да                     | Ю Чжунсон, Ю Сеюн, Muzie, Чо Хёна, MO'I                                                |
| 2019 | So!YoON!, SUMIN                                                                     | «Please Distress Me + It's Not That I Can't» (날 괴롭혀줘 ＋ 못한 게 아니고) | Hangout with Yoo "Yoo-plash"                   | Нет                    | Нет информации                             | Да                     | Чон Сунву, Юн Сукчуль, Ли Санмин, Хан Санвон, DOCSKIM, So!YoON!, SUMIN                 |
| 2019 | Boi B, Gaeko, Чойза, Geegooin, Грэй, Crush, Wonstein, Mommy Son, Zior Park, Сэм Ким | «How Do You Play?» (놀면 뭐해?)                                              | Hangout with Yoo "Yoo-plash"                   | Нет                    | Нет информации                             | Да                     | Ю Хиёль, Юн Сан, Ли Сансун, Jukjae, Грэй, Crush, Сэм Ким                               |
| 2019 | Пол Ким, Хейз, Peakboy                                                              | «Tic Tac Toe» (눈치)                                                         | Hangout with Yoo "Yoo-plash"                   | Нет                    | Нет информации                             | Да                     | Ли Чжак, Чон Сунву, Чон Донхван, Пол Ким, Хейз, Peakboy, Ян Хесын, Хон Чжунхо, Ли Тэюн |
| 2019 | Zion.T, Colde                                                                       | «Confused» (헷갈려)                                                          | Hangout with Yoo "Yoo-plash"                   | Нет                    | Нет информации                             | Да                     | Ю Хиёль, Юн Сан, Ли Сансун, Jukjae, Colde                                              |
| 2019 | Юн Сан Сыль                                                                         | «Hapjeong Station Exit 5» (합정역 5번 출구)                                  | Hangout with Yoo "Bbong for Yoo"               | Да                     | Ли Гонву                                   | Нет                    | Нет информации                                                                         |

## Награды и номинации
| Год  | Церемония                                     | Номинация                                                 | Примечания                    |
| ---- | --------------------------------------------- | --------------------------------------------------------- | ----------------------------- |
| 1991 | Inaugural KBS College Student Gag Competition | Награда за достижения                                     |                               |
| 2000 | MBC Drama Awards                              | Специальная награда за работу на телевидении              |                               |
| 2000 | Gyeongin Broadcasting and Entertainment       | Популярный комедиант                                      |                               |
| 2002 | Book Publishing Promotion Book Reading        | Специальный трофей                                        |                               |
| 2003 | KBS Entertainment Awards                      | Награда за особые достижения в работе на телевидении      |                               |
| 2003 | MBC Entertainment Awards                      | Награда за особые успехи в ТВ-шоу/Варьете                 |                               |
| 2004 | SBS Drama Awards                              | Специальная награда за работу на телевидении              |                               |
| 2005 | KBS Entertainment Awards                      | Дэсан                                                     | Первая главная награда        |
| 2006 | Korean Broadcasting Producer Awards           | Лучший MC                                                 |                               |
| 2006 | Baeksang Arts Awards                          | Лучшая телеперсона (мужчина)                              |                               |
| 2006 | Blue Media                                    | Награда за лучшую речь                                    |                               |
| 2006 | MBC Entertainment Awards                      | Дэсан                                                     | Вторая главная награда        |
| 2007 | MBC Entertainment Awards                      | Дэсан (с участниками Бесконечного вызова)                 | Третья главная награда        |
| 2007 | Korea Video Competition                       | Награда за фотогеничность                                 |                               |
| 2007 | Mobile Entertainment Awards                   | Лучший MC                                                 |                               |
| 2008 | Mnet 20's Choice Awards                       | Варьете-звезда года                                       |                               |
| 2008 | SBS Entertainment Awards                      | Дэсан                                                     | Четвёртая главная награда     |
| 2008 | Nickelodeon Korea Kids' Choice Awards         | Любимый комедиант                                         |                               |
| 2009 | Korean Broadcasting Producer Awards           | Лучший MC                                                 |                               |
| 2009 | MBC Entertainment Awards                      | Дэсан                                                     | Пятая главная награда         |
| 2009 | MBC Entertainment Awards                      | PD Award                                                  |                               |
| 2009 | SBS Entertainment Awards                      | Дэсан (с Ли Хё Ри)                                        | Шестая главная награда        |
| 2009 | SBS Entertainment Awards                      | Лучшая командная работа (за Семейный отдых)               |                               |
| 2009 | Nickelodeon Korea Kids' Choice Awards         | Лучший комедиант                                          |                               |
| 2010 | KBS Entertainment Awards                      | Лучшая командная работа (за Счастливы вместе (3 сезон))   |                               |
| 2010 | MBC Entertainment Awards                      | Дэсан                                                     | Седьмая главная награда       |
| 2010 | MBC Entertainment Awards                      | Korean Guardian Tree Award                                |                               |
| 2010 | SBS Entertainment Awards                      | Топ-10 людей в развлекательной индустрии                  |                               |
| 2010 | Nickelodeon Korea Kids' Choice Awards         | Любимый комедиант                                         |                               |
| 2011 | MBC Entertainment Awards                      | Награда за особые успехи в варьете-шоу                    |                               |
| 2011 | SBS Entertainment Awards                      | Дэсан                                                     | Восьмая главная награда       |
| 2011 | Nickelodeon Korea Kids' Choice Awards         | Любимый комедиант                                         |                               |
| 2011 | National Rowing Championships 2000m Novice    | Специальная награда (с участниками Бесконечного вызова)   |                               |
| 2012 | MBC Entertainment Awards                      | PD Award                                                  | [ 74 ]                        |
| 2012 | SBS Entertainment Awards                      | Дэсан                                                     | Девятая главная награда       |
| 2012 | SBS Entertainment Awards                      | Любимая ТВ-персона зрителей                               |                               |
| 2012 | Korean Popular Culture and Arts Award         | Награда премьер-министра                                  |                               |
| 2012 | Nickelodeon Korea Kids' Choice Awards         | Любимый комедиант                                         | [ 76 ]                        |
| 2013 | Baeksang Arts Awards                          | Дэсан                                                     | Десятая главная награда       |
| 2013 | Nickelodeon Korea Kids Choice Awards          | Любимый комедиант                                         |                               |
| 2013 | KBS Entertainment Awards                      | Награда за трансляцию (за Счастливы вместе (3 сезон))     |                               |
| 2013 | SBS Entertainment Awards                      | Любимая ТВ-персона зрителей                               |                               |
| 2013 | SBS Entertainment Awards                      | Награда зрителей (с участниками Бегущего человека)        |                               |
| 2014 | KBS Entertainment Awards                      | Дэсан                                                     | Одиннадцатая главная награда  |
| 2014 | MBC Entertainment Awards                      | Дэсан                                                     | Двенадцатая главная награда   |
| 2014 | SBS Entertainment Awards                      | Любимая ТВ-персона зрителей                               |                               |
| 2015 | MBC Entertainment Awards                      | Награда за достижения (с участниками Бесконечного вызова) |                               |
| 2015 | SBS Entertainment Awards                      | Дэсан (с Ким Бён Маном)                                   | Тринадцатая главная награда   |
| 2015 | SBS Entertainment Awards                      | Любимая ТВ-персона у зрителей                             |                               |
| 2016 | KBS Entertainment Awards                      | Лучшая командная работа (за Счастливы вместе (3 сезон))   |                               |
| 2016 | MBC Entertainment Awards                      | Дэсан                                                     | Четырнадцатая главная награда |
| 2016 | InStyle Korea                                 | Звёздная икона (мужчина)                                  |                               |
| 2018 | Korean Popular Culture and Arts Awards        | Благодарность президента                                  | [ 82 ]                        |
| 2019 | SBS Entertainment Awards                      | Дэсан                                                     | Пятнадцатая главная награда   |
| 2019 | MBC Entertainment Awards                      | Новичок года (мужчина) (как Ю Сан Сыль)                   | [ 85 ]                        |
| 2019 | MBC Entertainment Awards                      | Телеведущий года                                          | [ 85 ]                        |
| 2020 | Baeksang Arts Awards                          | Лучший ведущий варьете («Как вы играете?»)                | [ 86 ]                        |